# ビューティフルレディオ
『ビューティフルレディオ』は、NHK-FMで2021年5月5日から不定期で放送されているラジオのトーク番組。2021年度はNHKラジオ第1でも放送されていた。

## 概要
歌う女性をパーソナリティに迎え、様々な企画を放送している特別番組。2021年度は俳優がパーソナリティを担当した。

## 各回の出演者とゲスト

### 2021年度
| 放送回 | 放送日        | 出演者       | ゲスト                | 備考 |
| ------ | ------------- | ------------ | --------------------- | --- |
| 1      | 2021年5月5日  | 満島ひかり   | 高田漣 いとうせいこう | いとうが選んだ石牟礼道子、尾崎翠の詩を満島が朗読し、高田が即興で演奏をつけるコラボレーションを披露した。                                                 |
| 2      | 2021年8月17日 | 池田エライザ | なし                  | リスナーの悩みに答えたり、池田の映画監督作品『夏、至るころ。』の撮影エピソードを披露した。池田にとって初めてラジオパーソナリティに挑戦した番組になった。 |
| 3      | 2021年8月18日 | 高岡早紀     | なし                  | 連続テレビ小説『おかえりモネ』やエッセイ『魔性ですか?』の話をした。                                                                                      |
| 4      | 2021年9月20日 | 森七菜       | 中村歌之助 甲田まひる | 3人による20歳の座談会を放送した。 |